# Rodney M. Love

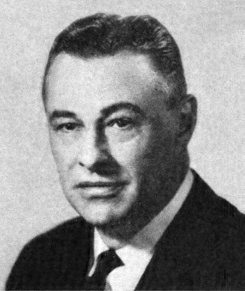
Rodney M. Love (1965)

 Rodney Marvin Love (* 18. Juli 1908 in Dayton, Ohio; † 5. Mai 1996 in Mesa, Arizona) war ein US-amerikanischer Politiker. Zwischen 1965 und 1967 vertrat er den Bundesstaat Ohio im US-Repräsentantenhaus.

## Werdegang
Rodney Love besuchte bis 1926 die Steele High School und studierte danach bis 1930 an der Ohio State University in Columbus. Nach einem anschließenden Jurastudium an der University of Dayton und seiner 1933 erfolgten Zulassung als Rechtsanwalt begann er in Dayton in diesem Beruf zu arbeiten. Von 1941 bis 1945 war er beim Nachlassgericht als Chief Deputy tätig. Zwischen 1945 und 1960 fungierte er als Richter an diesem Gericht. Anschließend praktizierte er wieder als privater Rechtsanwalt. Politisch schloss er sich der Demokratischen Partei an.
Bei den Kongresswahlen des Jahres 1964 wurde Love im dritten Wahlbezirk von Ohio in das US-Repräsentantenhaus in Washington, D.C. gewählt, wo er am 3. Januar 1965 die Nachfolge des Republikaners Paul F. Schenck antrat. Da er im Jahr 1966 nicht bestätigt wurde, konnte er bis zum 3. Januar 1967 nur eine Legislaturperiode im Kongress absolvieren. Diese war von den Ereignissen des Vietnamkrieges geprägt.
Zwischen 1968 und 1980 war Love Berufungsrichter am Ohio Court of Common Pleas. Danach ging er offiziell in den Ruhestand, arbeitete aber auch danach noch als Richter. 1993 erlitt er einen Schlaganfall. Er starb am 5. Mai 1996 in Mesa.